# Понтуаз (округ)
Понтуаз (фр. Pontoise) — округ (фр. Arrondissement) во Франции, один из округов в регионе Иль-де-Франс. Департамент округа — Валь-д’Уаз. Супрефектура — Понтуаз.
Население округа на 2006 год составляло 482 970 человек. Плотность населения составляет 583 чел./км². Площадь округа составляет всего 828 км².